# Falsanoeme cyrus
Falsanoeme cyrus är en skalbaggsart som beskrevs av Jean François Villiers 1971. Falsanoeme cyrus ingår i släktet Falsanoeme och familjen långhorningar.
Artens utbredningsområde är Iran. Inga underarter finns listade i Catalogue of Life.